# Małgorzata Handzlik
Małgorzata Maria Handzlik (ur. 1 stycznia 1965 w Bielsku-Białej) – polska polityk i przedsiębiorca, posłanka do Parlamentu Europejskiego VI i VII kadencji (2004–2014).

## Życiorys
W 1990 ukończyła studia geograficzne na Uniwersytecie Śląskim. Od 1997 do 2004 prowadziła własną działalność gospodarczą m.in. w zakresie wydawniczym i radiowym (Radio Bielsko).
W 2004 została wybrana do Parlamentu Europejskiego z okręgu śląskiego z ramienia Platformy Obywatelskiej. W PE pracowała w Komisji Rynku Wewnętrznego i Ochrony Konsumentów. W wyborach w 2009 z powodzeniem ubiegała się o reelekcję. W 2012 zawiesiła członkostwo w PO w związku z wystąpieniem przez prokuratora o uchylenie jej immunitetu z uwagi na zamiar przedstawienia zarzutu rzekomego wyłudzenia pieniędzy z Parlamentu Europejskiego. Małgorzata Handzlik zrezygnowała też z funkcji skarbnika polskiej delegacji w ramach EPP, a w wydanym oświadczeniu zaprzeczyła zarzutowi wyłudzenia. W 2013 Parlament Europejski nie wyraził zgody na uchylenie immunitetu, popierając stanowisko Komisji Prawnej, wskazującej m.in. na wątpliwości co do procedury. W 2014 nie ubiegała się o reelekcję.

## Wyniki w wyborach ogólnopolskich
| Wybory | Komitet wyborczy                  | Komitet wyborczy      | Organ                            | Okręg | Wynik          |
| ------ | --------------------------------- | --------------------- | -------------------------------- | ----- | -------------- |
| 2004   |                                   | Platforma Obywatelska | Parlament Europejski VI kadencji | nr 11 | 30 030 (3,93%) |
| 2009   | Parlament Europejski VII kadencji | Platforma Obywatelska | 41 697 (4,47%)                   | nr 11 |                |